# Michał V Kalafates
Michał V Kalafates (ur. 1015, zm. 24 sierpnia 1042) – cesarz bizantyjski od 1041. Adoptowany syn cesarzowej Zoe – siostrzeniec jej drugiego męża, Michała IV Paflagończyka.
Michał V był synem Stefana i Marii, siostry Michała IV. Jego ojciec w czasie rządów Michała IV został admirałem i poprowadził wyprawę na Sycylię. Mimo że Michał IV darzył większą sympatią innych swoich siostrzeńców, to przyszłego Michała V popierał jego wuj – Jan Eunuch i sama cesarzowa Zoe. Tak więc krótko przed swoją śmiercią, Michał IV nadał Michałowi V tytuł cezara i adoptował go. Dokładnie 10 grudnia 1041, Michał V odziedziczył tron po swoim wuju.
Dążąc do sprawowania samodzielnych rządów Michał V pokłócił się z Janem Eunuchem, a następnie skazał go na wygnanie do klasztoru. W nocy z 18 na 19 kwietnia 1042 Michał V wygnał również swoją przybraną matkę – cesarzową Zoe. Kiedy ogłosił to następnego dnia, wywołało to rewoltę, a pałac otoczył tłum, który żądał przywrócenia Zoe na tron. Jej siostra – Teodora zdetronizowała Michała i sama została cesarzową, współrządząc razem z przywróconą na tron Zoe. Michał V został aresztowany, oślepiony i wykastrowany. Zmarł jako mnich.